# ぷれミーヤ!
ぷれミーヤ!は、テレビ朝日で2006年4月8日から2008年9月まで毎週土曜日の15:30 - 16:25に放送していたバラエティ番組。（2008年4月5日から5月3日までは毎週土曜日16:00 - 16:55に放送。）通称:「テレビ朝日視聴者獲得バラエティ・ぷれミーヤ!」
なおここでは「ぷちミーヤ!」についても述べる。

## 出演者

### MC
- 勝俣州和
- 眞鍋かをり
- 前田有紀（テレビ朝日アナウンサー）

### レギュラー
- 次長課長

### 準レギュラー
- タカアンドトシ
- 波田陽区
- やるせなす
- よゐこ

これまでに出演した芸人
- ザブングル
- クワバタオハラ
- パラシュート部隊
- ホリ
- FUJIWARA
- 肥後克広（ダチョウ倶楽部）
- チュートリアル
- 安田大サーカス
- インパルス

- 竹山隆範（カンニング）
- 博多華丸・大吉
- レギュラー
- 麒麟
- トータルテンボス
- フットボールアワー
- 平成ノブシコブシ
- スピードワゴン

## 内容
今週や次週放送されるテレビ朝日の番組視聴者獲得を目指し、「宣伝マン」と呼ばれるお笑い芸人3組が、その番組の見所や出演者への御持て成しなどで視聴者獲得を目指す。また、紹介する番組からスタジオにゲストを招く場合もある。他に「テレ朝視聴率ランキングベスト10」などのコーナーがあった。
当初は、番組宣伝を見ていた30人の観覧者がそれを審査し、1番投票数の多かった宣伝マンにはプレゼントがあったが、番組末期、審査は行われていなかった。

## ぷちミーヤ!
2006年4月から2008年9月まで毎週土曜深夜1:55～2:10に放送されていたバラエティ番組。ぷれミーヤ!の打ち上げの場と称して酒やつまみを楽しみながら、オススメの映画やドラマなどを紹介する。前田有紀アナウンサーが特集に関連するトークテーマを発表し、出演者がそのテーマに基づいてまったりと語り合う。
MC3人に加え、出演者は概ね次長課長、タカアンドトシ、波田陽区の3組が出演。特別ゲストを招くときもある。
なお、番組開始時につまみを運んでくるコンビは「ぷれミーヤ!」前説担当のラフ・コントロール。

## スタッフ
- 構成：北本かつら、田中大祐、石井裕之、石坂伸太郎
- 技術：古橋稔
- ENG技術：志水敏明（千代田ビデオ）
- 美術：森永牧子
- 美術進行：上坂律雄
- 編集：行木忍
- MA：山下知康（TAMCO）
- 音響効果：多田恩央美
- リサーチ：高橋秀一
- TK：五十嵐貴子
- FD：島田勇夫
- 製作進行：鈴木貴也
- AP：小林昌生、田畑まなみ
- ディレクター：町田洋昌
- 演出：井熊俊博（ロジック）、中澤誠二
- プロデューサー：小菅聡之、佐々木崇、栗井誠司
- 制作著作：テレビ朝日